# Verkiezingen voor het Europees Parlement 2019/Kandidatenlijst/PvdA
De kandidatenlijst voor de Europese Parlementsverkiezingen 2019 van de lijst P.v.d.A./Europese Sociaaldemocraten (lijstnummer 6) is na controle door de Kiesraad als volgt vastgesteld:
1. Timmermans F.C.G.M. (Frans) (m), Heerlen
2. Jongerius A.M. (Agnes) (v), Utrecht
3. Tang P.J.G. (Paul) (m), Amsterdam
4. Piri K.P. (Kati) (v), 's-Gravenhage
5. Tax V.E.R. (Vera) (v), Venlo
6. Chahim M. (Mohammed) (m), Helmond
7. Wolters L.l. (Lara) (v), Brussel (BE)
8. Reuten M.J.A. (Thijs) (m), Amsterdam
9. Woltring N.M. (Naomi) (v), Eindhoven
10. Du Long R. (Ralph) (m), Assen
11. Procee F. (Fardau) (v), Amsterdam
12. Lauriks M. (Mark) (m), Oosterbeek
13. Ahmed S. (Sham) (v), Tilburg
14. Bisseswar K.J.R. (Kavish) (m), Beijing (CN)
15. Angerman A. (Arina) (v), Amsterdam
16. Pierik B. (Bart) (m), 's-Gravenhage
17. De Vries A.A. (Albert) (m), Middelburg
18. Timmer A.J. (Anja) (v), Hengelo (O)
19. Deinum H.S. (Henk) (m), Raerd
20. Moti R. (Richard) (m), Rotterdam
21. Soetekouw J.A. (Jerzy) (m), Almere
22. Van den Berg M.J. (Max) (m), Groningen
23. d'Ancona H. (Hedy) (v), Amsterdam

Democraten 66 (D66) ·
CDA-Europese Volkspartij · 
PVV (Partij voor de Vrijheid) ·
VVD · 
SP (Socialistische Partij) ·
P.v.d.A./Europese Sociaaldemocraten ·
ChristenUnie-SGP ·
GROENLINKS ·
Partij voor de Dieren ·
50PLUS ·
JEZUS LEEFT ·
DENK ·
De Groenen ·
Forum voor Democratie ·
vandeRegio & Piratenpartij ·
Volt Nederland